# تی‌آر-۳ بلک مانتا
تی‌آر-۳ بلک مانتا (به انگلیسی: TR-3 Black Manta) یک هواپیمای ساختِ کارخانهٔ نورثروپ در کشور ایالات متحده آمریکا است. نخستین استفاده‌کنندهٔ این هواپیما نیروی هوایی ایالات متحده آمریکا بوده‌است.
این هواپیما در جاهای مختلفی روئیت شده از جمله المان انگلیس و افغانستان از این هواپیما یک بار برای بمباران مواضع طالبان و سپاه پاسداران در افغانستان در سال ۲۰۱۴ استفاده شده است